# Andrzej Babiński (poeta)
Andrzej Babiński (ur. 5 stycznia 1938 w Białymstoku, zm. 14 maja 1984 w Poznaniu) – polski poeta, przyjaciel Edwarda Stachury, jeden z polskich poetów wyklętych.

## Życiorys
Andrzej Babiński urodził się w Białymstoku. Dzieciństwo, które przypadło na okres II wojny światowej spędził na wsi białostockiej. Jednakże jego poetycki życiorys związany jest nierozłącznie z Poznaniem. W latach 1957–1961 studiował filozofię na sekcji psychologicznej Wydziału Filozoficznego na Katolickim Uniwersytecie Lubelskim, zrezygnował prawie pod koniec pięcioletnich studiów magisterskich.

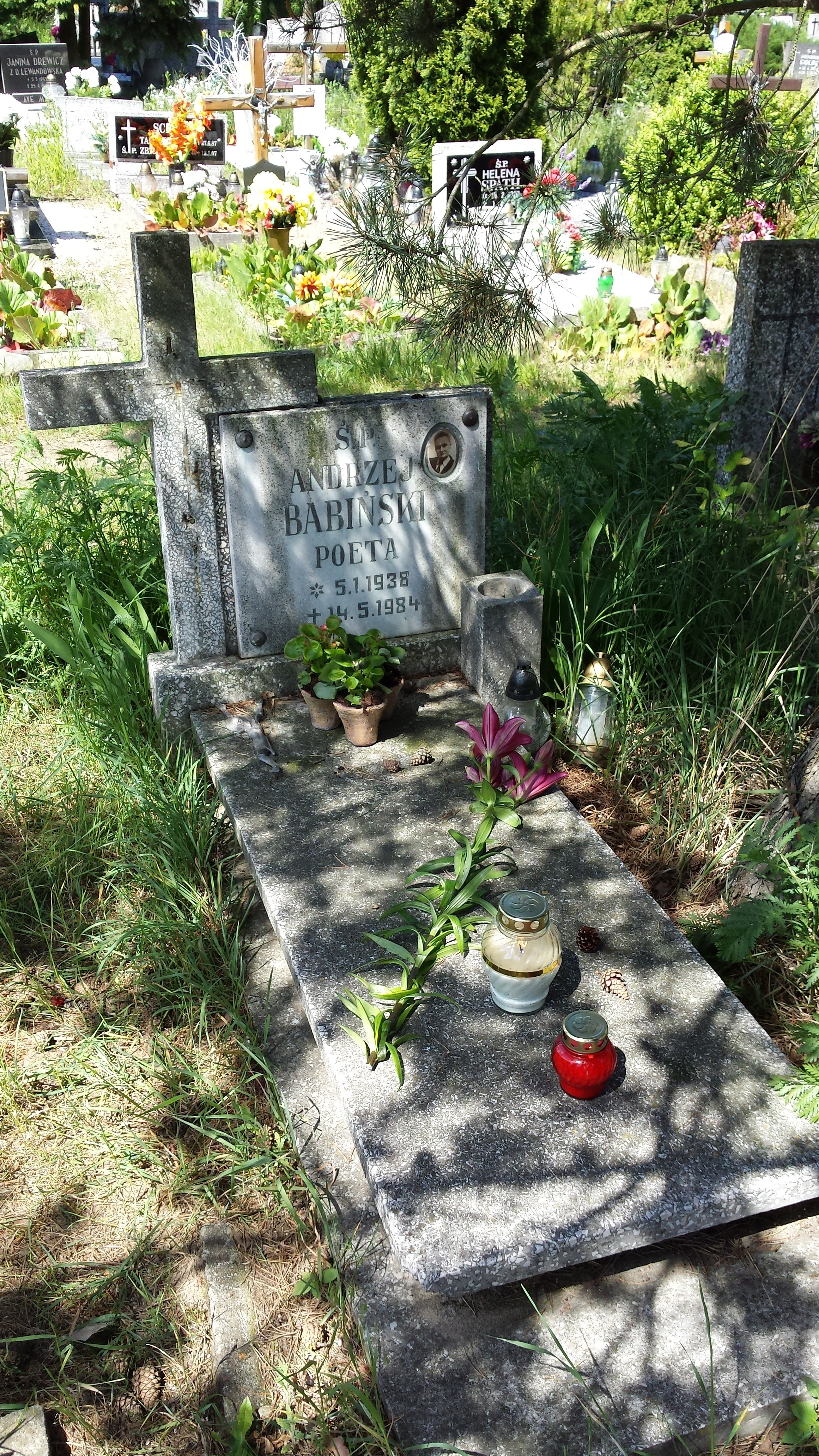
Grób Babińskiego na cmentarzu Junikowskim (2014)

Pierwsze wiersze Babińskiego opatrzone są datą 1954. Bloki utworów publikował początkowo w prasie na łamach „Poezji”, „Radaru”, „Nurtu”, także w czasopismach studenckich. W latach 1972–1974 był współredaktorem poznańskiego „Nowego Dzwonka Porannego”.
Łączyła go przyjaźń z Edwardem Stachurą, Ryszardem Milczewskim-Bruno, Wincentym Różańskim. Babiński ciężko przeżył śmierć Stachury, której poświęcił jeden ze swych najbardziej znanych wierszy Nad grobem Stachury.
W 1975 roku zadebiutował tomem poezji Z całej siły, za który w 1976 r. otrzymał Nagrodę „Peleryny” w gdańskim Konkursie „Czerwonej róży”. W 1977 roku wydał kolejny tom wierszy Znicze, nagrodzony w roku następnym Medalem Galerii Nowej w Poznaniu.
Laureat Konkursu IV Dnia Poezji (Warszawa 1969), Turnieju Wiersza o Poznaniu i Wielkopolsce (1975), „Zielonej Wazy” (1976), a także konkursu „U źródeł nowego wieku” (1977).
Zmarł śmiercią samobójczą w wyniku upadku z mostu Marchlewskiego w Poznaniu (obecnie most Królowej Jadwigi). Śledztwo wykluczyło możliwość morderstwa. Prokurator Rejonowy z Poznania stwierdził ostatecznie: „Jego samobójstwo było niewątpliwie wynikiem skumulowania się dwóch czynników, a mianowicie choroby psychicznej i postawy twórczej”. Został pochowany na Cmentarzu Junikowskim w Poznaniu (pole 35-4-1-19).

## Twórczość
Wiersze Andrzeja Babińskiego są dość znacznie spolaryzowane, obok tkliwych tęsknych wierszy poświęconych Poznaniowi, czy też niespełnionej miłości jego życia Krystynie Orłow, znajdujemy inne pełne okrucieństwa i śmierci. Choroba psychiczna z którą zmagał się Babiński (schizofrenia paranoidalna) skutecznie uniemożliwiała mu swobodny rozwój kariery poetyckiej. Wielokrotnie tematem wierszy poety są wizje katastroficzne w których autor próbuje zmierzyć się ze śmiercią, z odrzuceniem. Stwierdza to np. w wierszu z 1969 r. pt. „*** [Tylko mi Ziemi całej...]”, w którym możemy przeczytać:

Odcięty i zapadły z metropolią w podziemiach / na próżno wołam SOS / Już głosem obłąkanego wołam Nikt nie śpieszy z pomocą...

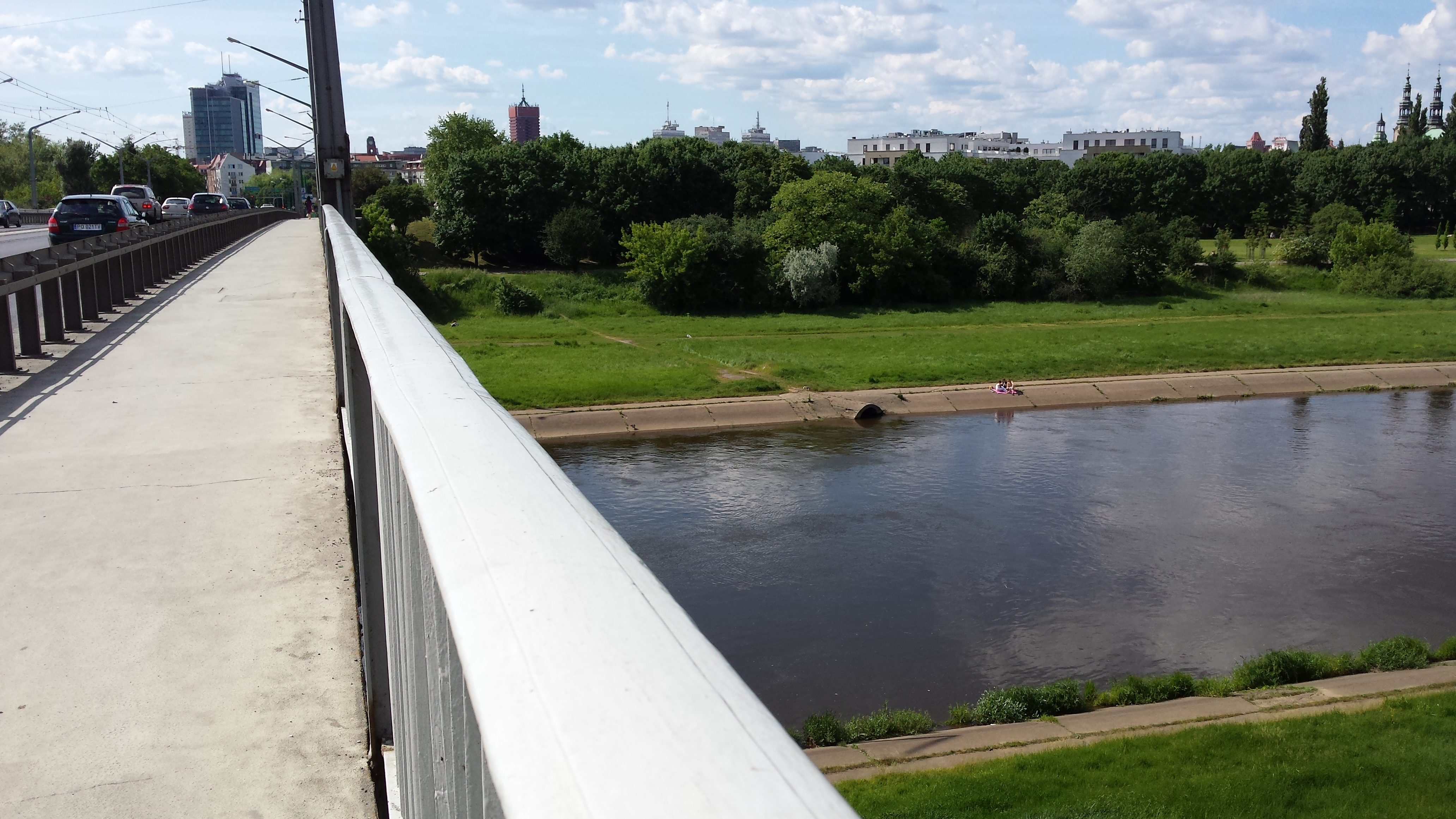
Most Królowej Jadwigi, z którego 14 maja 1984 roku poeta skoczył na widoczne w dali betonowe nabrzeże.

W dziesięć lat później po śmierci przyjaciela (Edwarda Stachury) napisał w zrezygnowaniu:

Utraciłem przyjaciela. teraz jestem przydrożnym kamieniem. Być nim nie chcę. Podłożę pod niego cała ziemię.

Utwory Babińskiego są dość trudne w odbiorze, wymagają dużego skupienia i czujności czytelnika. Część wierszy poety przepojonych jest romantyzmem i subtelną erotyką jak np. „*** (Rosa na nasturcjach się stęcza...)”:

Rosa na nasturcjach się stęcza / Ptaki w twój ogród zlatują / Kwiaty rozkwitły gdy patrzyłaś na mnie uśmiechnięta / W cichości twoich oczu czułych (...) W rozłące często ty jedna znasz mój adres / A ja bez twego zdjęcia nie wyruszam w podróże / Oczyma swymi na niebie zapaliłaś wspólną nam gwiazdę / I znów mam próg i klamkę i ciebie na dłużej.

Babiński pisał także wiersze tematycznie powiązane z miejscami, w których przebywał – „Poznań”, „Wieś”, „Na dworcu we Wrocławiu”.

## Dzieła
- Tomiki wydane za życia autora:
  - „Z całej siły” (seria „V generacja”, 1975)
  - „Znicze” (1977)
- Tomiki pośmiertne:
  - „Znicze i inne wiersze (1954-1983)” (1985)
  - „Uwierzenie moje” (2000)